# John Howard Griffin
John Howard Griffin (ur. 16 czerwca 1920 w Dallas w Teksasie, zm. 9 września 1980 w Fort Worth) – amerykański pisarz, fotograf, reporter i działacz na rzecz zniesienia segregacji rasowej.

## Życiorys
Urodzony w rodzinie muzyków, w szkole odnosił sukcesy w naukach ścisłych. Uważał jednak, że amerykańskie szkolnictwo nie zapewnia odpowiedniego poziomu nauczania i w wieku 15 lat udał się do szkoły we Francji. Po ukończeniu Lycée Descartes w Tours podjął studia na tamtejszej Akademii Medycznej. Dodatkowo uczęszczał na wykłady z literatury na uniwersytecie w Tours.
Po ataku Niemiec na Francję, Griffin, pracujący w szpitalu dla umysłowo chorych (prowadził eksperymenty w stosowaniu muzykoterapii w leczeniu kryminalistów) , zaczął współpracować z francuskim ruchem oporu. W szpitalu leczeni byli ranni partyzanci, a Griffin brał udział w przerzucaniu rodzin żydowskich z Niemiec, Belgii i Francji do Wielkiej Brytanii. Gdy znalazł się na liście wrogów Rzeszy, został ewakuowany przez Anglię i Irlandię do Stanów Zjednoczonych.
W 1941 wstąpił do amerykańskiego lotnictwa. W 1942, jako wykazującego duże zdolności językowe, skierowano go na Wyspy Salomona, gdzie przez kolejny rok mieszkał w jednej z wiosek, ucząc się miejscowego języka, zbierając informacje dla wojska oraz studiując tamtejszą kulturę.
W 1945 został telegrafistą w bazie lotniczej na wyspie Morotai, gdzie wskutek bliskiego wybuchu japońskiej bomby uległ kontuzji i zaczął tracić wzrok.
W lecie 1946 znów pojechał do Francji, gdzie studiował kompozycję, ale porzucił studia. Przebywając w opactwie w Solesmes (gdzie studiował chorał gregoriański), został gorliwym katolikiem. Wiosną 1947 zupełnie utracił wzrok.
Wróciwszy do USA zamieszkał na farmie rodziców i zajął się hodowlą zwierząt, aby wykazać, że niewidomi mogą pracować i utrzymywać się samodzielnie. Doświadczenia z tego okresu zawarł w książce Handbook for Darkness, przeznaczonej dla osób widzących i omawiającej relacje z niewidomymi. Książkę wydano w 1949. Również w 1949 Griffin napisał (w ciągu 7 tygodni) sześćsetstronicową powieść. W 1957 niespodziewanie zaczął odzyskiwać wzrok.
Jesienią 1959, chcąc poznać problemy czarnoskórych Amerykanów na Południu Stanów Zjednoczonych zmienił kolor skóry na czarny (przyjmując leki zwiększające pigmentację, naświetlając się ultrafioletem i używając farby). Przez kilka tygodni żył w czarnej społeczności, poznając życie Murzynów i ich kłopoty w kontaktach z Białymi. Przeżycia te opisał początkowo w miesięczniku „Sepia”.
Publikacja spotkała się z dużym oddźwiękiem, ale spowodowała też, że Griffinowi zaczęto grozić. W obawie przed Ku Klux Klanem i zwolennikami rasizmu cała rodzina wyprowadziła się do Meksyku. Podczas pobytu w Meksyku napisał książkę Czarny jak ja, w której ponownie opisał swoje przeżycia jako czarnoskórego .
Już artykuły w „Sepii” zapewniły mu rozgłos, czego dopełniła książka. Griffin występował w programach telewizyjnych, mocno krytykując system segregacji rasowej i rasizm. Książka była dobrze, a nawet entuzjastycznie przyjęta na Wschodzie i Zachodzie Stanów Zjednoczonych, ale zignorowana na Południu (z wyjątkiem Atlanty). Dla zwolenników segregacji stał się jednym z głównych „wrogów rasy”. Dla zwolenników integracji zaś został znawcą tematu. Wygłosił ponad tysiąc dwieście wykładów, głównie dla białych studentów. Wykazywał w nich, jak niewiele biali mieszkańcy USA wiedzą o życiu czarnych, ich problemach i odczuciach związanych z rasizmem. Twierdził, że jedną z przeszkód w zlikwidowaniu segregacji jest brak owej wiedzy, bowiem wielu białych, nawet postępowych i uważających się za antyrasistów, zwolenników równości, nie wiedziało zupełnie w czym tkwią największe trudności i jak je przezwyciężać .
W latach sześćdziesiątych i siedemdziesiątych Griffin był mocno zaangażowany w ruchu na rzecz powszechnych praw obywatelskich i równouprawnienie. W czasach zamieszek na tle rasowym bywał wzywany jako doradca władz lub negocjator. Otrzymał wiele nagród i wyróżnień, w tym Nagrodę Pacem in Terris (wspólnie z Johnem F. Kennedym) i dwa honorowe doktoraty .

## Twórczość
Griffin był autorem następujących książek :
- Handbook for Darkness (1949)
- The Devil Rides Outside (1952)
- Nuni (1956)
- Land of the High Sky (1959)
- Czarny jak ja (Black like me) (1961)
- The Church and the Black Man (1969)
- A Time to Be Human (1977)
- Książki poświęcone Thomasowi Mertonowi: A Hidden Wholeness (1970), The Hermitage Journals (1981), Follow the Ecstasy: Thomas Merton, the Hermitage Years, 1965–1968 (1983).
- Od roku 1950 do śmierci Griffin prowadził dziennik obejmujący 20 woluminów.

## Rodzina
Podczas II wojny światowej Griffin ożenił się z mieszkanką Wysp Salomona. W 1953 uzyskał od Stolicy Apostolskiej pozwolenie na zawarcie małżeństwa z Elizabeth Ann Holland, z którą żył do śmierci . Mieli czworo dzieci: Susan, Johna, Gregory’ego i Amandę. Wnuk Johna – Barry, pracował przy nakręceniu filmu o dziadku.